# Columna italiana
La Columna italiana (de nom Centúria Giustizia e Libertà, en honor del moviment socialista franco-italià que existia en França) també coneguda per Prima colonna italiana, Batalló Matteotti, Colonna Rosselli i Legió Italiana de la Columna Ascaso (per haver marxat al front amb aquesta unitat de voluntaris), va ser una de les primeres unitats que es poden considerar adscrites a les Brigades Internacionals (encara que va néixer mesos abans) que van combatre en la Guerra Civil espanyola en defensa de la legalitat republicana enfront de els revoltats el 17 i 18 de juliol de 1936.

## Historial
Va estar al comandament el socialista italià Carlo Rosselli, amb el suport de Mario Angeloni, Antonio Cieri i Camillo Berneri, i va tenir entre 50 i 150 homes. En el breu període que va existir, molts dels seus integrants van ser reclutats pel Comitè Anarquista Italià Pro Espanya entre els italians exiliats del règim feixista de Mussolini a França. Es van unir a la Columna Ascaso, anarcosindicalista, i van partir des de Barcelona fins al front d'Aragó on van combatre en diferents escenaris, especialment en l'ofensiva d'Osca i en la batalla de Monte Pelado, fins a abril de 1937, moment a partir del qual la majoria dels seus membres es van ser integrant en la Brigada Garibaldi, ja estructurada en les Brigades Internacionals. Va desaparèixer formalment al juny de 1937. Com a característica fonamental de la unitat va ser l'absència de membres comunistes, ja que la majoria van ser socialistes i anarquistes.